# Biscumacetat de etil
Biscumacetatul de etil este un medicament anticoagulant din clasa antagoniștilor vitaminei K, derivat de cumarină.